# رزولوت
رزولوت (انگلیسی: Resolute) شرکت کاغذ کانادایی است، که در سال ۲۰۰۷ تأسیس شد.